# 요시다 쓰카사
요시다 쓰카사(일본어: 芳田 司, 1995년 10월 5일~)는 일본의 유도 선수로 2020년 하계 올림픽에서 여자 라이트급 동메달과 혼성 단체전 은메달을 획득했다. 